# دزینترا گروندمن
دِزینترا گروندمن  (به انگلیسی: Dzintra Grundmane؛ ۱۱ اوت ۱۹۴۴ – ۱۶ ژانویهٔ ۲۰۲۴) بازیکن بسکتبال اهل لتونی بود. او دریافت کنندهٔ نشان سه ستاره بود.
گروندمن، در ۱۶ ژانویهٔ ۲۰۲۴، در سن ۷۹ سالگی درگذشت.